# 1818年の相撲
1818年の相撲（1818ねんのすもう）は、1818年の相撲関係のできごとについて述べる。

## 興行
- 2月場所（江戸相撲）[1]
  - 興行場所:御蔵前八幡宮社内
  - 3月21日（旧2月15日）より晴天10日間興行
- 5月場所（大坂相撲）[2]
  - 興行場所:難波新地
- 6月場所（京都相撲）[2]
  - 興行場所:二条川東
  - 晴天7日間興行
- 10月場所（江戸相撲）[3]
  - 興行場所:御蔵前八幡宮社内
  - 11月23日（旧10月25日）より晴天10日間興行